# Panspèrmia

Panspèrmia

La panspèrmia és la teoria segons la qual l'aparició de la vida a la Terra és d'origen extraterrestre. Suggereix que les "llavors" o l'essència de la vida prevalen disseminades per tot l'univers i que la vida va començar a la Terra gràcies a l'arribada de tals llavors al nostre planeta. S'oposa per tant a la teoria de l'abiogènesi.
Aquestes idees tenen el seu origen en algunes de les consideracions del filòsof grec Anaxàgores. El terme proposat al 1865 pel biòleg alemany Hermann Ritcher deriva del grec antic παν (pan, que vol dir "tot") i σπερμα (sperma o "llavor"). Va ser al 1908 quan el químic suec Svante August Arrhenius va fer servir el terme panspèrmia per explicar el començament de la vida a la Terra. L'astrònom Fred Hoyle i el bioquímic Joan Oró també van donar suport a aquesta teoria.

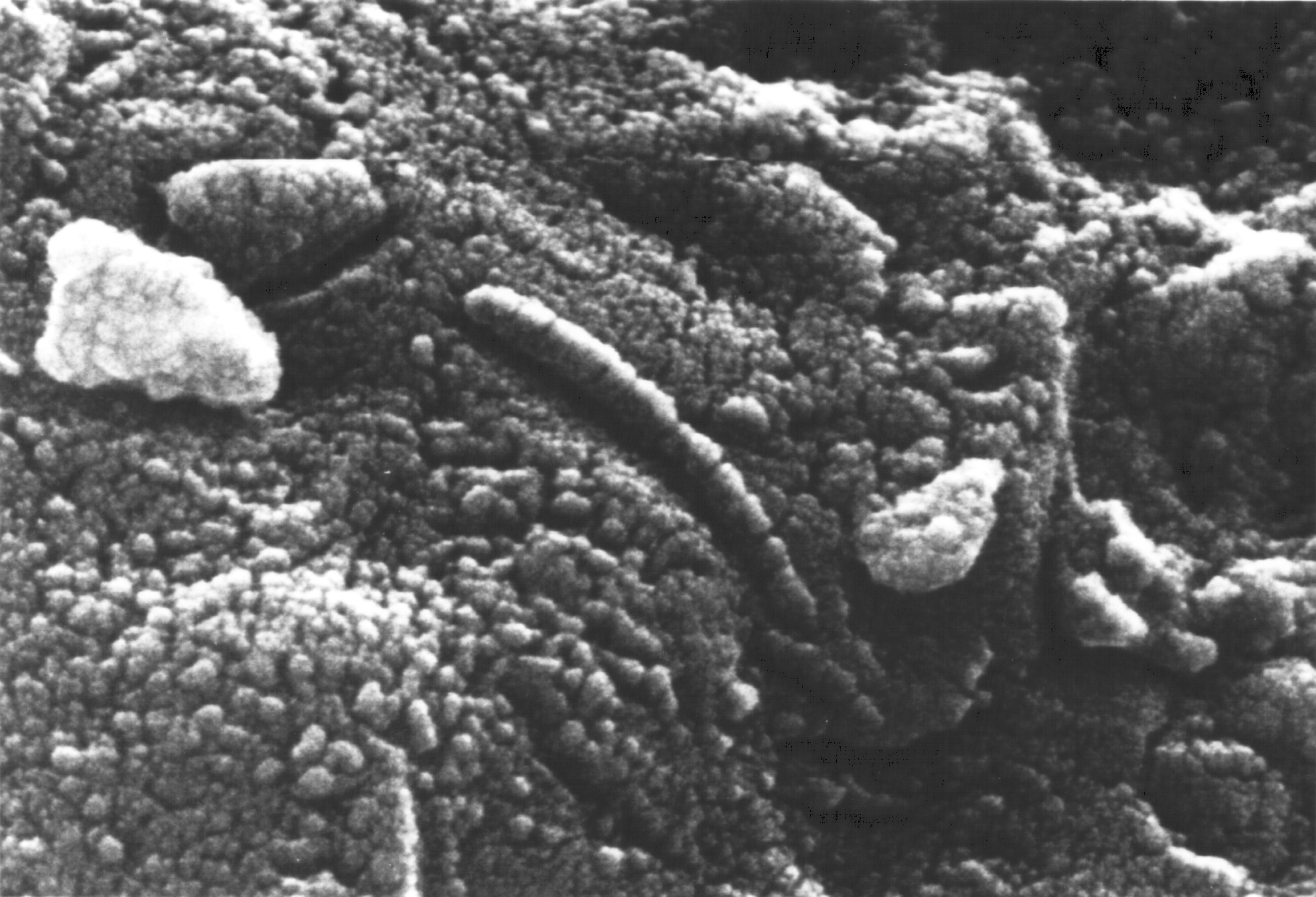
Estructures en el meteorit ALH84001 (NASA) del que es creu que podria ser d'un bacteri.

## Tipus
La panspèrmia es divideix en dos grans tipus, la radiopanspèrmia i la litopanspèrmia, més estesa, que indica que la vida microscòpica es transmet a partir de cometes, asteroides o altres cossos que col·lisionen amb planetes i en alguns d'ells, com la Terra, evolucionen. Per contra, la pseudopanspèrmia afirma que són els materials previs a la vida el que viatja per l'espai però que els primers organismes autorreplicadors van néixer a la Terra.

## Pros i contres de la teoria
Existeixen proves de bacteris que poden sobreviure llargs períodes fins i tot a l'espai exterior, la qual cosa confirmaria el mecanisme subjacent d'aquest procés. Estudis del 2010 a l'Índia donen suport a la hipòtesi. D'altres han trobat bacteris en l'atmosfera a altituds de més de 40 km on, encara que no s'espera que es produeixin mescles amb capes inferiors, poden haver arribat des d'aquestes. Bacteris de l'espècie Streptococcus mitis que el 1967 van anar a parar accidentalment a la Lluna en la nau Surveyor 3, van poder ser reviscuts, sense dificultat, tres anys després, quan van ser traslladats a la Terra.
Una possible conseqüència de la panspèrmia seria que la vida tindria una base bioquímica similar a tot l'Univers, llevat que hi hagués més d'una font original de vida.
El major inconvenient d'aquesta teoria és que no resol el problema inicial de com va sorgir la vida, sinó que es limita a moure la responsabilitat de l'origen a un altre lloc.
Una altra objecció a la panspèrmia és que els bacteris no sobreviurien a les altíssimes temperatures i les forces involucrades en un impacte contra la Terra, encara que no s'ha arribat encara a posicions concloents en aquest punt, ni a favor ni en contra, ja que es coneixen algunes espècies de bacteris capaços de suportar condicions de radiació, temperatura i pressió extremes que fan pensar que la vida pugui adquirir formes insospitadament resistents.
L'anàlisi del meteorit Yekina, generalment considerat com originat al planeta Mart, suggereix que conté estructures que podrien haver estat causades per formes de vida microscòpica. Aquesta és fins a la data l'única indicació de vida extraterrestre i encara és motiu de controvèrsia.

## La pluja vermella sobre Kerala
Un altre fet que es vincula amb la panspèrmia és l'estranya pluja que va caure sobre la província de Kerala, a l'Índia, entre juliol i setembre de l'any 2001. L'esmentada pluja, de color vermell, que en alguns casos semblava sang, contenia cèl·lules amb un aspecte molt similar als eritròcits de la sang humana. Godfrey Louis, ajudat pels seus estudiants, van recollir mostres de l'esmentada pluja i van concloure que les cèl·lules haurien provingut de l'espai exterior a través d'un cometa, la qual cosa, en síntesi, significaria que la pluja vermella de Kerala seria una prova de la panspèrmia.
A ell es va afegir Chandra Wickramasinghe, company de Fred Hoyle, que va donar suport a la teoria de la panspèrmia. Això és negat pel microbiòleg Milton Wainwrigh que afirma que la pluja vermella va provenir d'espores d'algues des del terra.
El govern indi va concloure, en un informe, que la pluja va ser causada per espores de l'alga Trentepohlia que d'alguna manera van ser aixecades del terra i després van caure amb la pluja.
El 2015 va quedar establert pels principals corrents científics que serien espores de l'alga Trentepohlia.

## Investigacions
Els últims estudis indiquen que els núvols de pols interespacial, ubicats a l'espai exterior, poden autoorganitzar-se, de manera que poden actuar com éssers vius i d'aquesta manera poden ser precursors de la formació d'organismes simples a l'espai exterior.
Al 2005, l'Agència Espacial Europea, va dur a terme experiments per provar la panspèrmia. La prova va consistir a exposar líquens a les condicions de l'espai exterior durant dues setmanes; a la seva tornada, el 90% d'ells van ser capaços de realitzar la fotosíntesi; això demostra, segons els investigadors responsables de l'experiment, que la Terra és capaç de produir formes de vida extremadament resistents i eventualment capaces de viatjar per l'espai i colonitzar altres planetes. En l'actualitat es busquen les causes de la resistència dels líquens al buit, les temperatures extremes i la radiació. Al 2007 s'ha repetit l'experiment i, a més de líquens s'han incorporat cianobacteris que viuen a l'interior de roques de l'Antàrtida i del desert d'Atacama (Xile).
Un estudi publicat al 2018 concloïa que fa 4,1 milions de milions d'anys cometes portadors de vida arribaren i van trobar condicions favorables per al desenvolupament de la vida. Aquests éssers vius serien bacteris, eucariotes i virus. Aquesta rebuda hauria sigut constant, provocant la diversitat genètica. Molts científics, incloent virologistes com Ken Stedman i Karin Mölling, neguen que hi haja evidència de la conclusió d'aquest estudi. Aquest viròlegs explicaren que la suposada evidència de l'estudi no és vàlida.

## Presència en la literatura
Alguns fan servir la panspèrmia per rebatre als qui defensen que l'origen de la vida és un fet certament improbable adduint que, allà on comencés la vida es produiria la seva disseminació per l'Univers.
Aquestes idees han estat explorades en diverses obres de ciència-ficció com a Invasion of the Body Snatchers (La invasió dels lladres de cossos) de Jack Finney (portada al cinema en dues ocasions, l'última d'elles amb el títol de La invasió dels ultracossos) i en la sèrie de novel·les de Dragonrider de Anne McCaffrey. Al llibre de John Wyndham El dia dels trífids el narrador en primera persona que escriu amb to de cronista rebutja la teoria de la panspèrmia i arriba a la conclusió que les plantes carnívores són un producte de la biotecnologia de la Unió Soviètica. Algunes obres de ciència-ficció es fonamenten en la idea de la panspèrmia per explicar les formes humanoides d'alguns extraterrestres de ficció.